# Salacia germainii
Salacia germainii är en benvedsväxtart som beskrevs av Rudolf Wilczek. Salacia germainii ingår i släktet Salacia och familjen Celastraceae.

## Underarter
Arten delas in i följande underarter:
- S. g. chlorion
- S. g. cordata